# Municipio de Cass (condado de Dubois)
El municipio de Cass (en inglés: Cass Township) es un municipio ubicado en el condado de Dubois en el estado estadounidense de Indiana. En el año 2010 tenía una población de 2115 habitantes y una densidad poblacional de 21,01 personas por km².

## Geografía
El municipio de Cass se encuentra ubicado en las coordenadas 38°14′51″N 87°0′38″O / 38.24750, -87.01056. Según la Oficina del Censo de los Estados Unidos, el municipio tiene una superficie total de 100.66 km², de la cual 99.82 km² corresponden a tierra firme y (0.84%) 0.84 km² es agua.

## Demografía
Según el censo de 2010, había 2115 personas residiendo en el municipio de Cass. La densidad de población era de 21,01 hab./km². De los 2115 habitantes, el municipio de Cass estaba compuesto por el 97.83% blancos, el 0.14% eran afroamericanos, el 0.19% eran amerindios, el 0.47% eran asiáticos, el 0.05% eran isleños del Pacífico, el 0.71% eran de otras razas y el 0.61% pertenecían a dos o más razas. Del total de la población el 1.65% eran hispanos o latinos de cualquier raza.